# Alcor International
Alcor International, Inc. é a holding controladora do Grupo Alcor (The Alcor Group) e é sediada em Miami, FL, EUA e foi fundada por Fábio Queiroz.
Essa Companhia norteamericana foi fundada em 2010, justamente para agrupar os investimentos do Grupo nos EUA, Brasil e na Europa.
Nos EUA, sua principal Companhia operacional é a Alcor Brands, Inc.
Já no Brasil, seus investimentos são gerenciados pela BrookingsPAR, Brookings Participações S.A., fundada em 13 de fevereiro de 1998.
Entre as empresas investidas estão a MaxBrands S.A. e a Alcor Brands (UK) Limited.
Seu atual presidente e CEO é seu fundador Fábio Queiroz.